# Caranguejo-peludo-chinês
O caranguejo-peludo-chinês (nome científico: Eriocheir sinensis; em chinês: 大閘蟹 (simplificado) e 大閘蟹 (tradicional); romaniz.: dàzháxiè (pinyin)) é uma espécie de crustáceo decápode da infraordem Brachyura, de tamanho mediano, cujo nome popular é decorrente de suas garras peludas, que se assemelham a luvas. É nativo de rios, estuários e outros habitats costeiros do leste da Ásia, da Coreia, no norte, a Fuquiém, na China, no sul. Também foi introduzido na Europa e na América do Norte, onde é considerado espécie invasora. Consta na 35.ª posição na lista das 100 das espécies exóticas invasoras mais daninhas do mundo da União Internacional para a Conservação da Natureza (UICN) e figura na lista de espécies exóticas invasoras que preocupam a União. Isto significa que a importação da espécie e o comércio da espécie são proibidos em toda a União Europeia.

## Descrição e ecologia
Os caranguejos-peludos-chineses passam a maior parte de sua vida em água doce e retornam ao mar para se reproduzir. Durante o quarto ou quinto ano no final do verão, os crustáceos migram rio abaixo e atingem a maturidade sexual nos estuários das marés. Após o acasalamento, as fêmeas continuam em direção ao mar, hibernando em águas mais profundas. Eles retornam à água salobra na primavera para chocar seus ovos. Após o desenvolvimento como larvas, os caranguejos juvenis movem-se gradualmente rio acima à água doce, completando assim o ciclo de vida. Ele se move de habitats de água doce para habitats de água salgada, uma vez que atingiu a maturidade de reprodução. Os tipos de estuários adequados ao caranguejo-peludo-chinês são grandes águas salobras ao desenvolvimento da larva e grandes águas rasas ao crescimento dos caranguejos juvenis. Um aumento nos microplásticos teve impacto significativo na população, pois afeta seu metabolismo, crescimento e resposta ao estresse oxidativo no fígado.
O caranguejo-peludo-chinês é originário de Honcongue até a fronteira da Coreia. Pode ser encontrado no interior, mas prefere áreas costeiras. No rio Azul, o maior rio em sua área nativa, os caranguejos foram registrados até 1 400 quilômetros (760 milhas náuticas) a montante. É conhecido por se instalar em campos de arroz à beira-mar e rios do interior. O caranguejo é encontrado em regiões subtropicais e temperadas. A dieta do caranguejo-peludo-chinês é onívoro. Sua principal presa consiste em vermes, mexilhões, caracóis, matéria orgânica morta e outros pequenos crustáceos e peixes.

## Reprodução

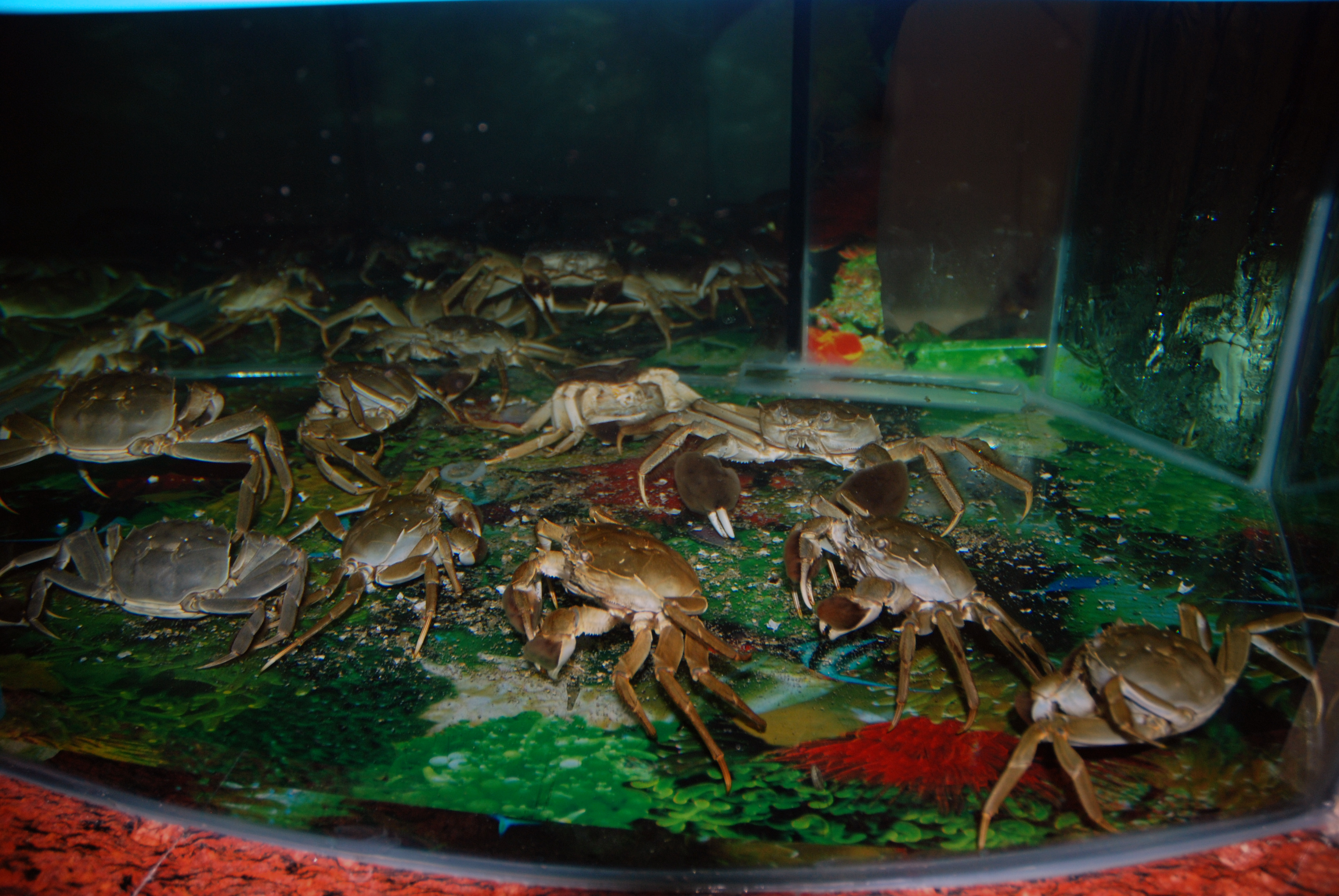
Espécimes de Pequim

Os caranguejos-peludos-chineses começam como organismos de água doce. No final de agosto, os instintos sexuais despertam e começam a migrar rio abaixo ao mar, longe de suas áreas de alimentação. É durante essa migração que os caranguejos atingem a puberdade e desenvolvem seus órgãos sexuais. Os caranguejos começam a se reproduzir nas águas salobras no final do outono. Os machos chegam primeiro e ficam nas águas salobras durante todo o inverno; as fêmeas chegam depois. Os ovos são colocados dentro de 24 horas após o acasalamento e, em seguida, presos ao abdome da fêmea. Depois que os ovos são colocados, a fêmea sai imediatamente, em direção à foz do rio. As larvas eclodem dos ovos durante o verão, após o que flutuam e flutuam nas águas salobras. Como a jornada para procriar caranguejos é tão grande, só se reproduzem uma vez durante a vida. A idade reprodutiva é normalmente no final de sua vida útil. Os caranguejos têm contagem considerável de produção de ovos, já que esses caranguejos se reproduzem apenas uma vez. Depois que os caranguejos se reproduzem com sucesso, têm muito pouca energia e começam a definhar. As larvas eclodem dos ovos em águas salobras e passam gradualmente de água salobra para água doce. O estágio final das larvas é a megalopa, que tem 3–4 milímetros (⅓–5⁄32 polegadas) de comprimento. A megalopa então se desenvolve em pequenos caranguejos na água doce.

## Invasão

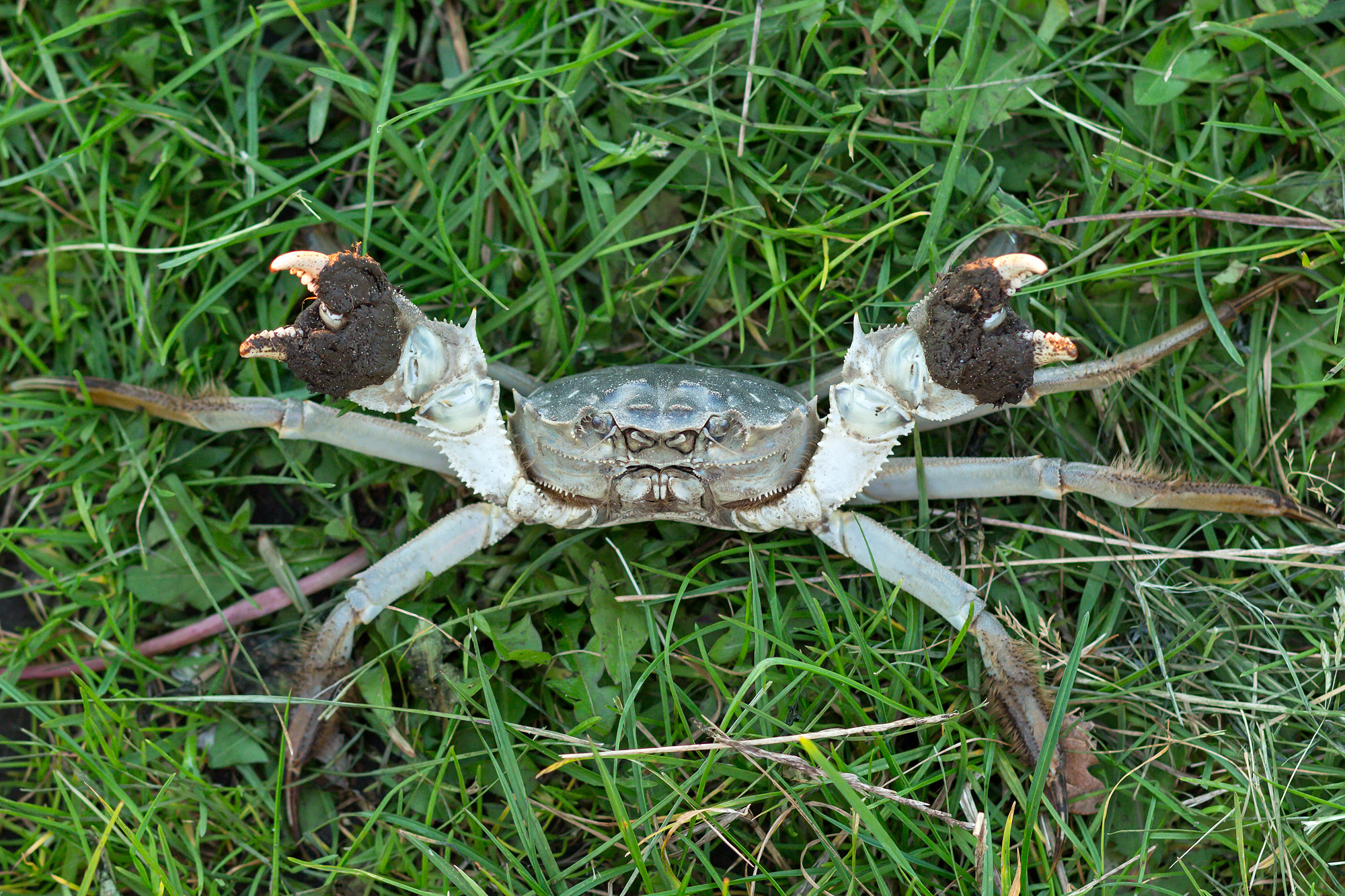
Espécime no rio Elba em posição de ataque

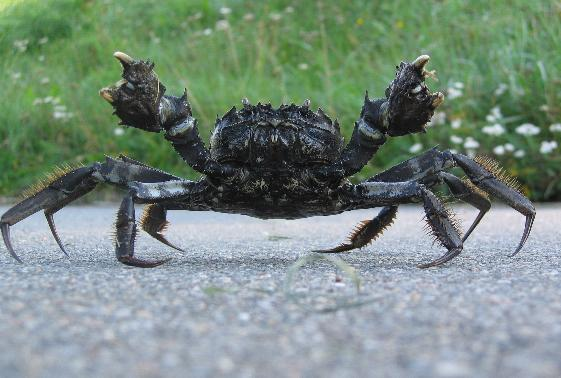
Espécime no Elba

Esta certa espécie de caranguejo se espalhou rapidamente da Ásia (China e Coreia) para a América do Norte e Europa, levantando preocupações de que ele compete com espécies locais, e sua natureza escavadora danifica os aterros e obstrui os sistemas de drenagem. Os caranguejos podem fazer migrações significativas para o interior. A primeira vez que foi avistado no Reino Unido foi em 1935. Foi relatado em 1995 que os moradores de Greenwich viram caranguejos chineses saindo do rio Tâmisa, e em 2014 um foi encontrado em Clyde, na Escócia. Os caranguejos também são conhecidos por residirem em piscinas. Em alguns lugares, os caranguejos foram encontrados a centenas de quilômetros do mar. Há preocupação em áreas com uma substancial pesca de caranguejo nativo, como a baía de Chesapeake em Marilândia e o rio Hudson em Nova Iorque (ambos os locais onde os caranguejos foram avistados pela primeira vez em 2005), quanto ao impacto da invasão dessa espécie na população nativa é desconhecida.
Geralmente é ilegal importar, transportar ou possuir caranguejos-peludos-chineses vivos nos Estados Unidos, pois a liberação acidental ou o risco de fuga espalham esses caranguejos para águas não infestadas. Além disso, alguns estados podem ter suas próprias restrições à posse de caranguejos-peludos-chineses. A Califórnia permite a pesca de caranguejos com algumas restrições. O caranguejo-peludo-chinês foi introduzido nos Grandes Lagos várias vezes, mas ainda não conseguiu estabelecer população permanente. O Instituto Smithsonian está rastreando a propagação e buscando ajuda para determinar a situação atual de distribuição do caranguejo na região da baía de Chesapeake. As pessoas são incentivadas a relatar quaisquer avistamentos, juntamente com detalhes (data, local específico, tamanho) e uma fotografia ou espécime em close-up, se possível. O primeiro registro confirmado ao longo da costa leste dos Estados Unidos foi na Baía de Chesapeake, perto de Baltimore, Marilândia, em 2005.
Os caranguejos-peludos-chineses também invadiram as águas alemãs, onde destroem redes de pesca, ferem espécies nativas de peixes e danificam barragens locais, causando danos de até 80 milhões de euros. Esses caranguejos migraram da China à Europa já em 1900 e foram documentados pela primeira vez por relatórios oficiais alemães em 1912 de rio Aller. Após uma investigação por cientistas alemães em 1933, pensou-se que os caranguejos migraram para a Europa através da água de lastro em navios comerciais. Os caranguejos são as únicas espécies de caranguejos de água doce na Alemanha, e sua tendência a cavar buracos causou danos à infraestrutura industrial e barragens.
A primeira vez que o caranguejo foi trazido para a Europa foi provavelmente por navios comerciais. Os navios devem encher seus tanques de água de lastro e durante um desses eventos de enchimento, pode ter sido o momento de desova do caranguejo-peludo-chinês. Como as larvas flutuam livremente e têm 1,7 a 5 milímetros (1⁄16–3⁄16 polegadas) de tamanho, teria sido fácil para elas serem varridas para o tanque de água de lastro. Assim que o navio chegou à Europa e esvaziou seu tanque, as larvas de caranguejo foram liberadas. Com o tempo, essa repetição permitiria uma população proeminente de caranguejos-peludos-chineses na Europa. O caranguejo se espalhou e pode ser encontrado na Europa Continental, sul da França, Estados Unidos da América (Baía de São Francisco) e Reino Unido. Um período de 15 anos na Alemanha, quando os caranguejos entraram gradualmente na Europa, é conhecido como a "fase de estabelecimento".

## Culinária

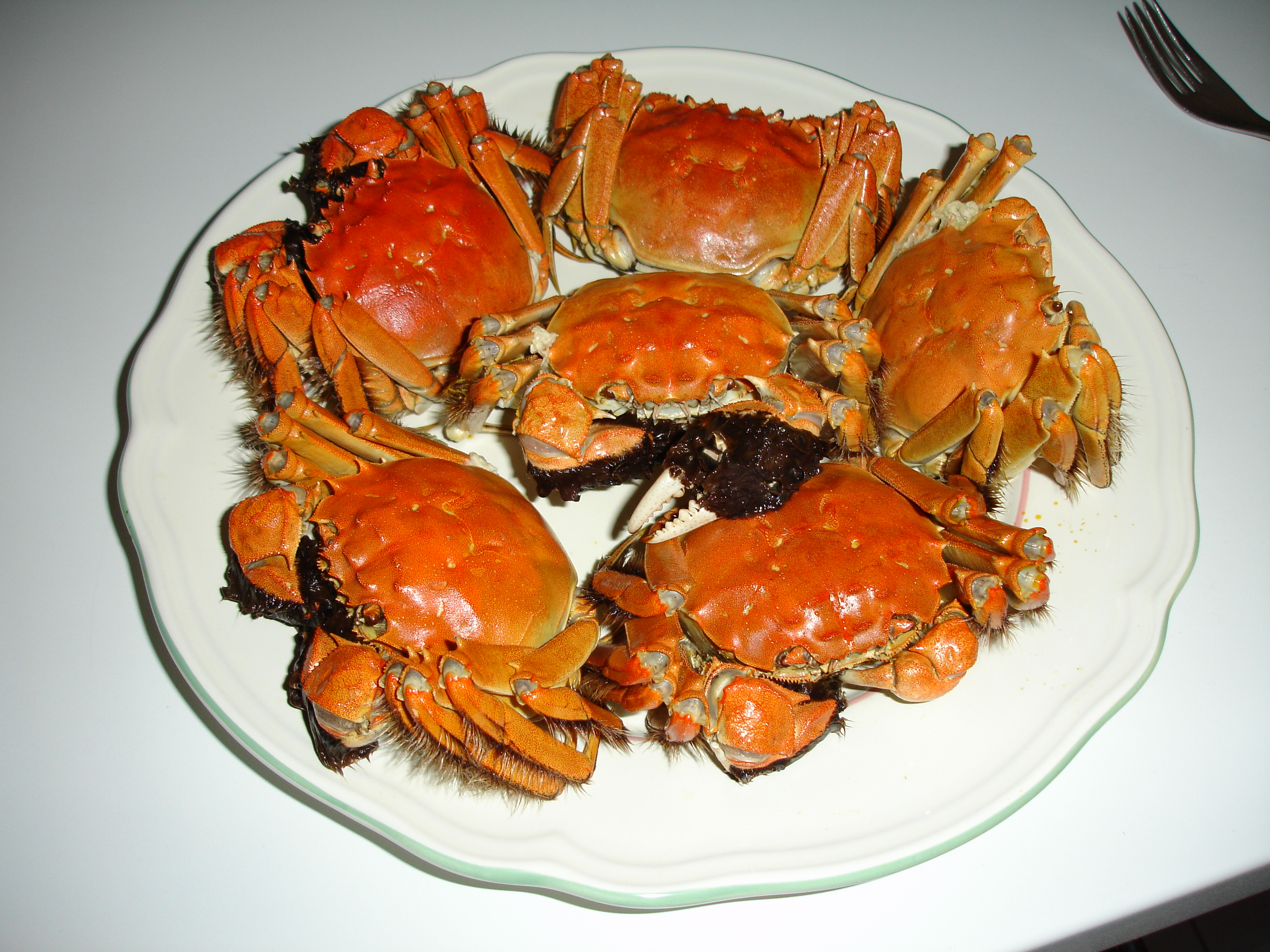
Caranguejos cozidos

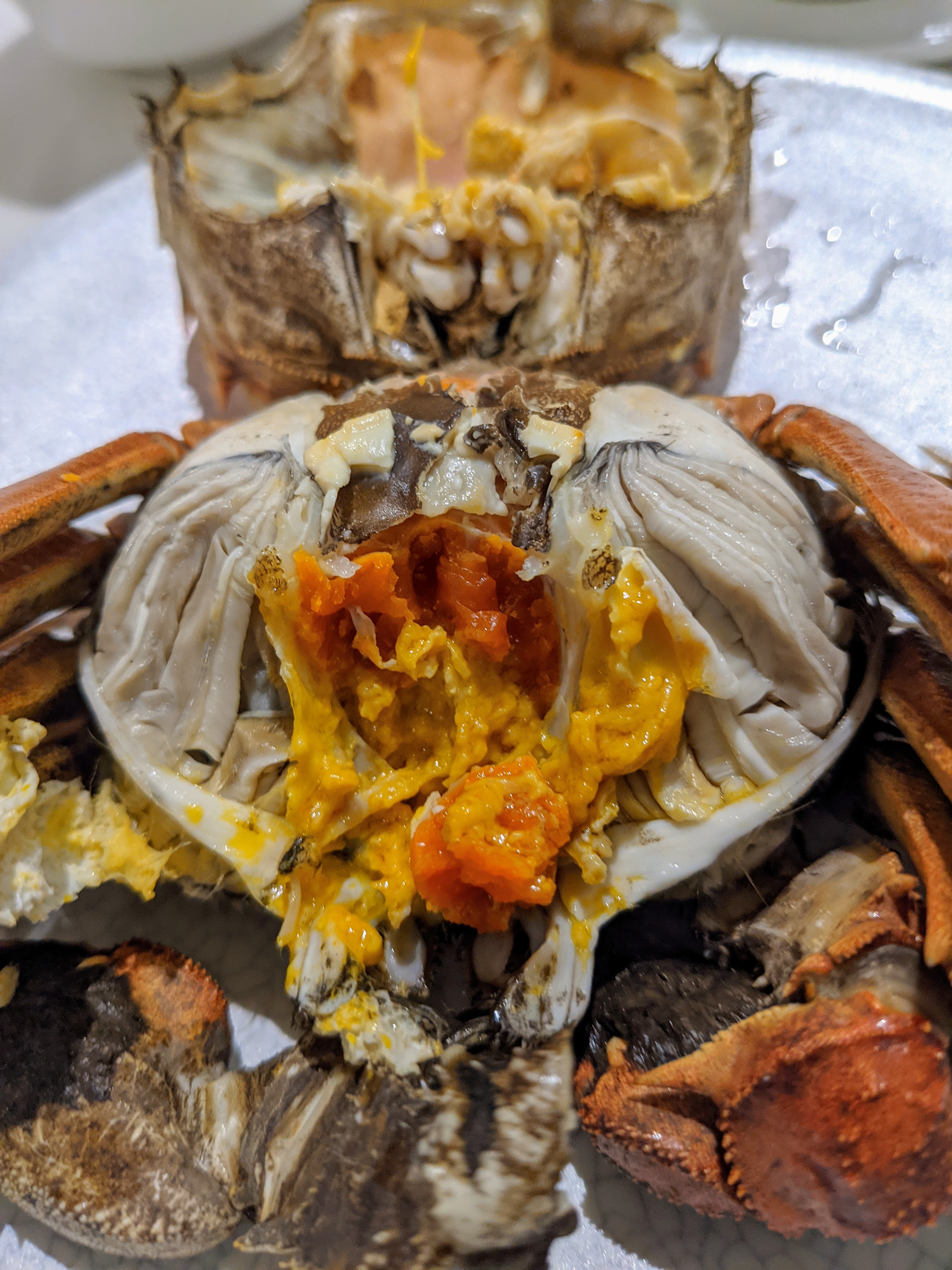
Closeup das ovas dentro de um caranguejo fêmea cozido no vapor

O caranguejo é uma iguaria de outono na culinária de Xangai e no leste da China. É valorizado pelas ovas de caranguejos fêmeas, que amadurecem no nono mês lunar e os machos no décimo. Os chineses gastam centenas de iuane apenas para provar um pequeno caranguejo do lago Ianchengue. Caranguejos do Ianchengue são especialmente valorizados, pois são percebidos como tendo carne mais doce. Eles exibiram notável capacidade de sobreviver em habitats aquáticos altamente modificados, incluindo águas poluídas. Como alguns peixes, também podem tolerar e absorver facilmente metais pesados, como cádmio e mercúrio. Portanto, o cultivo e pós-colheita da espécie necessita de manejo adequado se for utilizada como alimento. Em 2010, um empresário chinês introduziu máquinas de venda automática para vender essa espécie de caranguejo nos metrôs. Os caranguejos são armazenados a 5 °C (41 °F), o que induz a um estado de sono.

### Falsificações
Caranguejos falsificados são um problema na indústria de caranguejos-peludos-chineses. Devido à alta demanda por caranguejos-peludos-chineses especificamente do Lago Ianchengue, muitos fornecedores vendem caranguejos de outros lagos e afirmam que são autênticos do Ianchengue. Embora apenas três mil toneladas tenham sido colhidos em 2012 do Ianchengue, mais de 100 mil toneladas de supostos caranguejos foram vendidos. Identificar caranguejos falsificados é uma tarefa difícil, pois os caranguejos do Ianchengue se parecem exatamente com outros caranguejos-peludos. A tecnologia foi implementada para identificar falsos caranguejos-peludos, como etiquetas a laser, impressões e códigos de barras, mas estes são facilmente forjados. O rastreamento baseado em blockchain também foi implementado, onde os caranguejos capturados são inseridos num blockchain. No entanto, a maioria desses esforços para pegar falsos caranguejos-peludos é frustrada por "caranguejos de banho", ou caranguejos que foram importados de outros lugares para serem criados no Ianchengue. Esses caranguejos geralmente passam várias horas a algumas semanas no Ianchengue antes de serem vendidos como verdadeiros caranguejos-peludos do Ianchengue. Os esforços para combater os caranguejos de banho estão em andamento.

## Esforços de gerenciamento
Os esforços de gestão têm se mostrado muito difíceis. Isso se deve à sua abundância, alta taxa reprodutiva e alta tolerância fisiológica. Todos os esforços a seguir foram tentados, mas mostraram poucas melhorias: "pegue o máximo que puder", barreiras de migração, armadilhas, conscientização, telas elétricas e pulsos. Houve discussão sobre a captura dos caranguejos reprodutores na foz dos rios. No entanto, houve dificuldades na execução deste plano. Outras estratégias, como capturá-los quando se acumulam nas barragens, têm se mostrado bastante eficazes. O problema surge quando os caranguejos escalam as paredes das barragens e entram nos rios atrás das barragens.